# Astatochroa fuscimargo
Astatochroa fuscimargo är en fjärilsart som beskrevs av W. Warren 1896. Astatochroa fuscimargo ingår i släktet Astatochroa och familjen sikelvingar. Inga underarter finns listade i Catalogue of Life.